# بنبوليتول
البنبوليتول (بالإنجليزية: Pinpollitol)‏ هو سيكليتول (ألكان حلقي يحتوي على مجموعة هيدروكسيل على ثلاث ذرات أو أكثر من ذرات الحلقة الألكانية) وهو ثنائي-O-ميثيل-(+)-كايرو-إنوسيتول الذي يمكن أن يستخلص من الصنوبر الشعاعي.